# Michael Engel
Pour les articles homonymes, voir Engel.
Michael Engel, en fait Peter-Michael Engel, (né le 17 août 1941 à Berlin et mort le 3 mars 2011 dans la même ville) est un chimiste, bibliothécaire, historien des sciences et éditeur allemand. Pendant longtemps, il travaille comme bibliothécaire et responsable des archives à l'Université libre de Berlin et écrit, entre autres, une histoire de Dahlem.

## Biographie
Engel étudie la chimie à l'Université libre de Berlin et obtient son doctorat en 1975 à la FU avec une thèse sur les "propriétés de l'ion métavanadate dans des solutions binaires et ternaires". Il suit ensuite une formation de bibliothécaire à la bibliothèque universitaire de la FU Berlin. En 1979, il devient bibliothécaire, puis bibliothécaire en chef pour les domaines de la médecine, de la pharmacie, de la biologie et de la chimie. Depuis 1973 déjà, il est chargé de cours en "histoire de la chimie" au département de chimie de la FU Berlin. Plus tard, à partir de 2000, il est directeur des archives universitaires de la bibliothèque universitaire de la FU Berlin. En 1991, il fonde la "Maison d'édition pour l'histoire de la science et de la région de Berlin", qui publie principalement des travaux d'histoire de la science. Sa femme Brita Engel publie également des ouvrages sur l'histoire de la chimie à Berlin et édite plusieurs volumes au sein de la maison d'édition.

## Publications (sélection)
- Geschichte Dahlems, Berlin : Berlin-Verlag Spitz 1984,  (ISBN 978-3-87061-155-2).
- Chemie im achtzehnten Jahrhundert : auf dem Weg zu einer internationalen Wissenschaft ; Georg Ernst Stahl (1659–1734) zum 250. Todestag (Ausstellung 29. Mai – 7. Juli 1984), Staatsbibliothek Preuss. Kulturbesitz / [Ausstellung u. Katalog: Michael Engel], Wiesbaden : Reichert 1984,  (ISBN 978-3-88226-220-9)
- Vier Jahrhunderte Chemie in Berlin – Band 1., Die Entwicklung der Chemie und ihrer Grenzgebiete in Berlin vom 16. Jahrhundert bis zur Gründung der Berliner Universität im Jahre 1810, Berlin (Wilmersdorf) : M. Schneider 2012